# Strada statale 173 delle Terme Salentine
L'ex strada statale 173 delle Terme Salentine (SS 173), ora strada provinciale 358 delle Terme Salentine (SP 358), è una strada provinciale italiana che percorre la costa orientale salentina da Otranto a Santa Maria di Leuca.

## Storia
La strada statale 173 venne istituita nel 1953 con il seguente percorso: "Otranto - Uggiano - Porto di Badisco - Santa Cesarea Terme."
Con il Decreto Ministeriale del 10/07/1971 - G.U. 231 del 14/09/1971 la strada venne prolungata da Santa Cesarea Terme fino a Santa Maria di Leuca (innesto con la Strada statale 275 di Santa Maria di Leuca).

## Percorso
La strada ha origine ad Otranto da dove esce in direzione sud-ovest incrociando la strada statale 695 Tangenziale Sud di Otranto e prosegue fino ad Uggiano la Chiesa. Punta quindi verso la costa che viene raggiunta presso Porto Badisco.
Il tracciato funge da questo punto in poi da litoranea toccando i centri di Santa Cesarea Terme (dove vi si innesta l'ex strada statale 497 di Maglie e di Santa Cesarea Terme), Castro, Castro Marina, Marina di Marittima, Marina di Andrano, Tricase Porto.
Termina infine a Santa Maria di Leuca innestandosi sulla strada statale 275 di Santa Maria di Leuca.
In seguito al decreto legislativo n. 112 del 1998, dal 2001 la gestione è passata dall'ANAS alla Regione Puglia, che ha provveduto al trasferimento dell'infrastruttura al demanio della Provincia di Lecce.
Il mensile di automobilismo Quattroruote, nel numero di giugno 2002, ha inserito la SP 358 delle Terme Salentine al 5º posto tra le dieci strade più belle d'Italia.